# Торговий блок

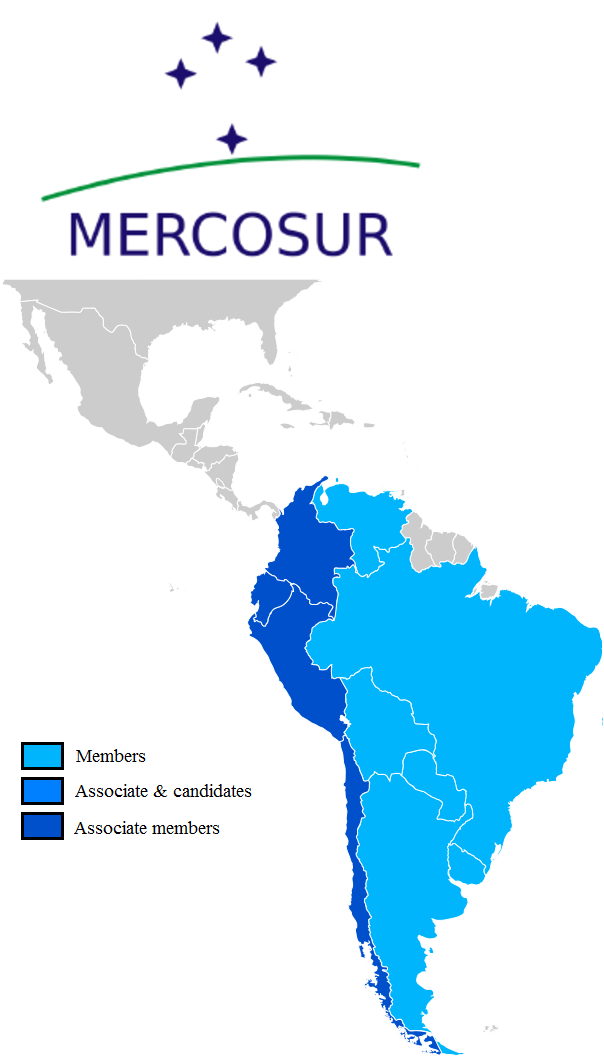
Торговий блок: Меркосур.

Торго́вий блок — зона вільної торгівлі кількох країн, які дотримуються одного або декількох угод з податків, тарифів і торгівлі. Зазвичай торгові блоки мають свої адміністративні органи та органи регулювання. Деякі торгові блоки ставлять також політичні цілі. Існує безліч видів торгових блоків серед яких виділяють:
- Зона вільної торгівлі;
- Митний союз;
- Спільний ринок;
- Економічний і валютний союз.

Торговий блок ґрунтується шляхом прийняття торгової угоди (або угод), які визначають різні питання економічної інтеграції.

## Регіональні торгові блоки
Європейський Союз (ЄС) є найбільшим у світі торговельним блоком і другою за величиною економікою світу. Він також є найбільшим торговим партнером Європейської асоціації вільної торгівлі (ЄАВТ), оскільки 70 % імпортованих товарів у країни ЄАВТ надходить з ЄС. Заради подальшого зміцнення торгівлі та економічних взаємин із сусідніми країнами, що не входять до ЄС, ЄЕЗ набула чинності 1 січня 1994 року через Угоду про Європейську економічну зону. Ця угода створює внутрішній ринок, який об’єднує 27 країн-членів ЄС і три країни ЄАВТ, а саме Ісландію, Ліхтенштейн і Норвегію, в єдиний ринок.
NAFTA є найзначнішою у світі зоною вільної торгівлі та має сукупне населення й ВНП більше, ніж у 15 країнах-членах ЄС. Спочатку це була двостороння торгова угода між Канадою та Сполученими Штатами, але 1 січня 1994 року, до них приєдналася Мексика, у такий спосіб створюючи тристоронній торговий союз у Північній Америці. Ця угода спрямована на усунення торговельних та інвестиційних перешкод між країнами-членами, сприяння створенню середовища вільної торгівлі, збільшення інвестиційних можливостей та захист прав інтелектуальної власності. Ця угода також передбачає покриття послуг, за винятком авіаційного транспорту, морського транспорту та базової телекомунікації.
МЕРКОСУР є одним із найбільш швидкозростальних торговельних блоків у світі, чотири члени-засновники якого створюють 70 % ВНП Південної Америки. Це також один із провідних економічних блоків світу та п’ята за розміром економіка. Союз засновано 26 березня 1991 року після укладення договору між Бразилією, Аргентиною, Парагваєм та Уругваєм. Цей блок спрямований на пришвидшення сталого економічного розвитку на основі соціальної справедливості, захисту довкілля та скорочення бідності. Окрім чотирьох країн-засновниць, Венесуела та Болівія також приєдналися до цього тарифного союзу 2006-го та 2015 року, відповідно. Однак членство Венесуели призупинено з 2016 року, через її невідповідність демократичним принципам МЕРКОСУР.
АСЕАН відіграє центральну роль в азійській економічній інтеграції, оскільки вже 2019 року, він був третьою за величиною економікою в Азії та шостою економікою світу. Він був офіційно створений 31 грудня 2015 року заради подальшого об'єднання економік АСЕАН в єдиний ринок і виробничу базу. З цією метою ця економічна спільнота прагне досягти свого Плану 2025, який передбачає зробити регіон висококонкурентоспроможним, і цілком впровадженим у світову економіку зі справедливим економічним розвитком. Країни-члени AEC охоплюють Бруней-Даруссалам, Камбоджу, Індонезію, Лаос, Малайзію, М’янму, Філіппіни, Сінгапур, Таїланд і В'єтнам.
COMESA є найбільшою регіональною економічною організацією Африки. Спілка була створена 8 грудня 1994 року як заміна колишньої зони преференційної торгівлі (англ. PTA), котра була заснована 1981 року. У цьому торговому блоці країни-члени співпрацюють у розвитку регіональної або глобальної торгівлі, а також власних природних і людських ресурсів. Ця економічна співпраця між державами-членами COMESA спрямована на сприяння миру та безпеці для людей у регіоні. Цей економічний союз складається з 21 країни Південної та Східної Африки, а саме Бурунді, Коморських Островів, Демократичної Республіки Конго, Джибуті, Єгипту, Еритреї, Ефіопії, Кенії, Лівії, Мадагаскару, Малаві, Маврикію, Руанди, Сейшельських Островів, Сомалі, Судану, Свазіленду, Тунісу, Уганди, Замбії та Зімбабве. Завдяки такій кількості держав-членів і населенню понад 540 мільйонів осіб, COMESA утворює головний ринок внутрішньої та зовнішньої торгівлі із загальною торгівлею товарами, на суму 235 мільярдів доларів США.